# Antipus hebraica
Antipus hebraica es un coleóptero de la familia Chrysomelidae.
Fue descrita científicamente por primera vez en 1996 por Lopatin.